# Onukia flavimacula
Onukia flavimacula är en insektsart som beskrevs av Kato 1933. Onukia flavimacula ingår i släktet Onukia och familjen dvärgstritar. Inga underarter finns listade i Catalogue of Life.